# 세일즈포스 타워
세일즈포스 타워(Salesforce Tower)는 미국 샌프란시스코에 위치한 마천루이다. 세일즈포스닷컴이 입주해있으며, 샌프란시스코에서 가장 높은 건축물이다.

## 같이 보기
- 미국의 마천루 목록